# 小学生がたった1日で19×19までかんぺきに暗算できる本
小学生がたった1日で19×19までかんぺきに暗算できる本（しょうがくせいがたった1にちで19かける19までかんぺきにあんざんできるほん）2022年12月にダイヤモンド社から出版された書籍。著者は小杉拓也。

## 概要
東京大学卒の塾の算数講師で塾長による著書。この1冊だけで小学生が1日で19×19までの暗算ができるようになるとする。大人も子供も楽しく学べて、脳トレなどでここぞという場面で使える凄い暗算法も公開している。
発売から4ヶ月で30万部を突破。ダイヤモンド社社内でも知られていなかった計算法という声が多数と編集担当は述べる。小学生向けの学習参考書なのだが、書店ではビジネス書・実用書のコーナーでも展開している。購買層は小学生の親から高齢者まで。
2023年4月29日の時点で41万部突破。担当編集者は、この書籍を企画しようと思った理由は、著者から提案されたからであった。実際に著者にやり方を教えてもらうと簡単にできて、担当編集者自身も知らない方法であったため、こんなに簡単に楽しくできるならば本にして皆に知ってほしいと思ったため企画会議に出して書籍化された。まずドリルにするか本にするかで迷ったのだが、ドリルならばシリーズとして他の出版社が既に出しているため、そこに1冊を急に入れるのはハードルが高いと思ったため本にした。本にするならば既に著者は他の本を出しているため、著者の本が並ぶ場所に入れば売れるだろうと思っていた。
2023年7月3日の時点で46万部突破。日本出版販売・トーハンの2023年上半期ベストセラーでは3位となった。学習参考書でこのランクインは史上初。2023年上半期の「日経MJヒット商品番付」などにも選ばれる。担当編集者によるとこの書籍は孫がいる高齢者が多く買っており、これまでに寄せられた読後の感想も高齢者が多い。高齢者が自分用の脳トレのために買っているだけでなく、画期的な計算法を孫に教えるために買っていたのが多かった。担当編集者は孫に買い与えるというニーズの他に、まず自分が計算法を習得して、それを孫に教えるというニーズには気付いていなかった。
2023年9月14日の時点で50万部突破。初版は6000部であった。メインターゲットは小学生で、小学生の子供がいる親の購入が一番多いのであるが、これとほぼ差がないくらいの割合で次に多いのが60代や70代の高齢者であり、読者の4割ほどが高齢者であった。高齢者は老化防止や認知症予防などの目的で購入している。
日本出版販売の2023年年間ベストセラーランキングで総合1位になる。学習参考書が総合第1位になるのは初の快挙であった。
トーハンの2023年年間ベストセラーランキングでは総合2位。